# Чемпионат мира по настольному теннису 1951
Чемпионат мира по настольному теннису 1951 года прошёл со 2 по 11 марта в Вене (Австрия).

## Медалисты
| Разряд                   | Золото                                                                    | Серебро                                                              | Бронза                                                                                       |
| ------------------------ | ------------------------------------------------------------------------- | -------------------------------------------------------------------- | -------------------------------------------------------------------------------------------- |
| Мужской одиночный разряд | Джонни Лич                                                                | Иван Андреадис                                                       | Вацлав Тереба                                                                                |
| Мужской одиночный разряд | Джонни Лич                                                                | Иван Андреадис                                                       | Ференц Шидо                                                                                  |
| Женский одиночный разряд | Анджелика Розяну                                                          | Гизелла Фаркаш                                                       | Леа Толл                                                                                     |
| Женский одиночный разряд | Анджелика Розяну                                                          | Гизелла Фаркаш                                                       | Гертруда Притци                                                                              |
| Мужской парный разряд    | Иван Андреадис Богумил Ваня                                               | Йожеф Коциан Ференц Шидо                                             | Ладислав Штипек Франтишек Токар                                                              |
| Мужской парный разряд    | Иван Андреадис Богумил Ваня                                               | Йожеф Коциан Ференц Шидо                                             | Джек Каррингтон Джонни Лич                                                                   |
| Женский парный разряд    | Диана Скоулер-Роув Розалин Роу                                            | Анджелика Розяну Шари Сас                                            | Гизелла Фаркаш Рожи Карпати                                                                  |
| Женский парный разряд    | Диана Скоулер-Роув Розалин Роу                                            | Анджелика Розяну Шари Сас                                            | Леа Толл Паулин Ичкофф                                                                       |
| Микст                    | Богумил Ваня Анджелика Розяну                                             | Вилим Харангозо Эрмелинде Вертль                                     | Джонни Лич Диана Скоулер-Роув                                                                |
| Микст                    | Богумил Ваня Анджелика Розяну                                             | Вилим Харангозо Эрмелинде Вертль                                     | Рожи Карпати Йожеф Коциан                                                                    |
| Мужской командный турнир | Иван Андреадис Вацлав Тереба Франтишек Токар Богумил Ваня Ладислав Шитпек | Венгрия · Йожеф Фаркаш · Йожеф Коциан · Ференц Шидо · Кальман Сепеши | Югославия · Жарко Долинар · Йосип Габриц · Вилим Харангозо · Зденко Узоринац · Йосип Вогринц |
| Женский командный турнир | Румыния · Анджелика Розяну · Шари Сас · Параскива Патулея                 | Австрия · Гертруде Вутци · Гертруда Притци · Эрмелинде Вертль        | Англия · Маргарет Франкс · Диана Скоулер-Роув · Розалин Роу · Джойс Робертс                  |
| Женский командный турнир | Румыния · Анджелика Розяну · Шари Сас · Параскива Патулея                 | Австрия · Гертруде Вутци · Гертруда Притци · Эрмелинде Вертль        | Уэльс · Одри Бэйтс · Одри Коомбс · Бетти Грэй                                                |